# Comissão de Assuntos de Estado da República Popular Democrática da Coréia
A Comissão de Assuntos de Estado da República Popular Democrática da Coreia ( SAC ) é definida pela constituição de 2016 como "o supremo órgão de liderança do poder do Estado, orientado por políticas".  O atual presidente do SAC, que é definido pela mesma constituição que o líder supremo da nação,  é Kim Jong-un . 

## História
A Comissão de Defesa Nacional foi criada em 1972, de acordo com a Constituição de 1972, originalmente o mandato da comissão era supervisionar as questões de defesa nacional na Coreia do Norte. 
Em junho de 2016, durante a quarta sessão plenária da Assembleia Popular Suprema , a Comissão de Defesa Nacional foi oficialmente substituída pela Comissão de Assuntos do Estado, com um foco expandido em relação a outras preocupações nacionais, além da defesa e segurança.

## Poderes e responsabilidades
Artigo 106 da Constituição da Coreia do Norte, define o Estado Comissão de Assuntos como o estado supremo órgão de direcção política da soberania do estado. Artigo 109 da Constituição afirma que o SAC tem competência para:
- deliberar e decidir sobre as principais políticas do Estado, incluindo o da defesa;
- exercer a supervisão sobre o cumprimento das ordens do Presidente do Estado Comissão de Assuntos de a República popular Democrática da Coreia e a decisões e directivas da Comissão, e tomar medidas para a sua realização;
- revogar as decisões e orientações dos órgãos do Estado que contrarie as ordens do Presidente do Estado Comissão de Assuntos a República popular Democrática da Coreia e a decisões e directivas da Comissão.

Na prática, o SAC supervisiona o Gabinete da Coreia do Norte. Também supervisiona diretamente os três ministérios que não estão sob o Gabinete, a saber, o Ministério das Forças Armadas Populares, o Ministério da Segurança do Estado e o Ministério da Segurança Popular, bem como o Exército Popular da Coreia, principalmente o Departamento de Estado Maior do Exército Popular da Coreia. e Gabinete Político Geral do Exército Popular Coreano. O Comando da Guarda Suprema, responsável pela alta liderança e proteção do governo, também está sob seu comando. Uma entidade adicional, a Comissão Estadual de Cultura Física e Orientação Esportiva, também está sob o SAC, pois seu Presidente é nomeado pela Comissão.  

### Trabalhos citados
- Socialist Constitution of the Democratic People's Republic of Korea: Amended and supplemented on June 29, Juche 105 (2016), at the Fourth Session of the 13th Supreme People's Assembly (PDF). [S.l.: s.n.] 2016 [1972]